# 菱鎂礦
菱鎂礦（Magnesite），主要成份為碳酸鎂（MgCO3）的礦物。菱鎂礦的外觀與白雲石相似，難以區分，所以碳酸鎂與碳酸亚铁混合的礦物被稱為鐵白雲石。這些鐵白雲石具有層狀結構：單層碳酸鹽基團與鎂單層以及碳酸二價鐵單層交替。其礦物常混雜有小量含锰、钴或镍的其他礦物。
硬度3.5~5，產地在辛巴威、巴西、澳大利亞、北韓和中國，其中北韓推估藏量為世界第一，市面上有一些菱鎂礦製作的串珠項鍊是價廉物美的飾物。菱鎂礦不易形成好的晶體，通常是以岩塊狀出現。菱鎂礦的特性與方解石相似。菱鎂礦有與方解石同樣的晶體結構，因此將它歸類入方解石礦物組群。但是，菱鎂礦MgCO3不与弱酸反应，而方解石CaCO3则弱酸起反应。這是區別菱鎂礦與方解石的最佳的方法。

## 蘊蓄處
菱鎂礦常以礦脈的形式蘊蓄，又或是在和區域變質地形接觸後混雜其中、或成為了蝕變產物。這些變質地形中有超鎂鐵岩（超基性岩）、蛇紋岩和其他富鎂岩石類型。 這些鎂質鹽通常是隱晶質的，含有蛋白石或燧石形式的二氧化矽。
菱鎂礦也存在於超鎂鐵岩上方的風化層中的表岩屑，作為土壤和底土中的次生碳酸鹽。這些含鎂礦物是被地下水溶解後，透過釋出二氧化碳而沉積。

## 形成
菱鎂礦可以通過滑石碳酸鹽與橄欖岩或其他超鎂鐵岩的交代作用而形成。在水和二氧化碳存在下，在升高的溫度和綠片岩相的典型高壓下，通過橄欖石的碳酸化形成菱鎂礦。
菱鎂礦也可以通過以下化學反應，通過含鎂的蛇紋石（利蛇紋石）碳酸化形成：
2 Mg3Si2O5(OH)4 + 3 CO2 → Mg3Si4O10(OH)2 + 3 MgCO3 + 3 H2O.
菱鎂礦亦見於現代的沉積物、洞穴及泥土中。其形式的溫度相對較其他礦物為低（只有約40 °C [104 °F]），只需要不停的變換沉積和溶解這兩個過程。然而，「40度」這種溫度對於地球上人類大多數的居住地來說都算是高溫。所以近年有研究去降低這個溫度，期望可以透過以聚苯乙烯微球作催化劑，將菱鎂礦的結晶過程從數千年縮短至72天，透過人工形成菱鎂礦來吸收大氣中的二氧化碳。

## 用途
多與白紋石一起搭配成裝飾品和項鍊，也有雕刻品出售。
菱鎂礦在中國大陸又被稱為「白松石」，但在化學結構上與被中國大陸稱為「綠松石」的土耳其玉（Turquoise）完全不同，因為土耳其玉的成份化學式為：CuAl6(PO4)4(OH)8·4(H2O)，是一種磷酸鹽，而非菱鎂礦的碳酸鹽。菱鎂礦經常經由染色仿綠松石。

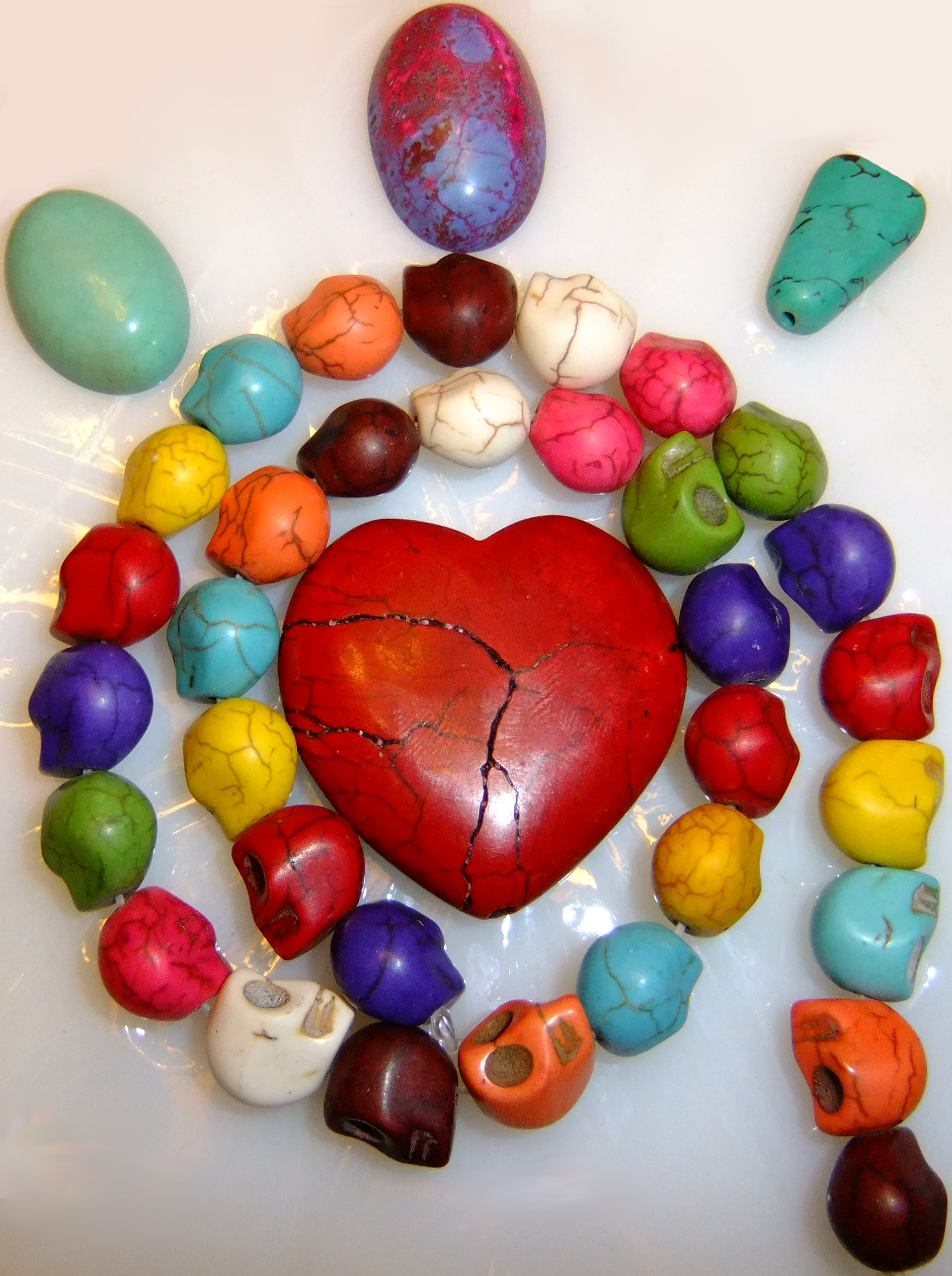
染色及打磨後的菱鎂礦珠子

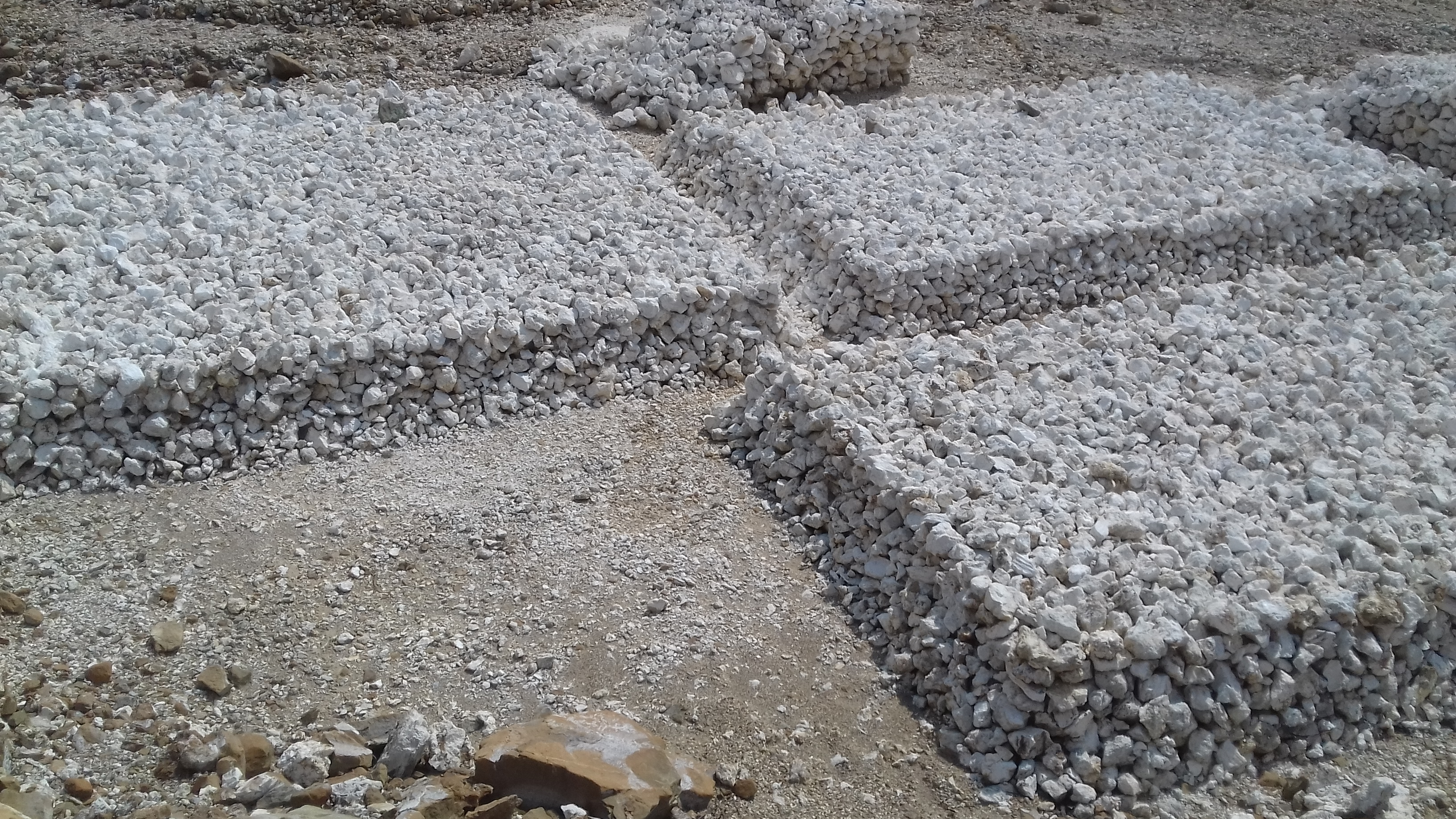
印度泰米爾納都邦塞勒姆的菱鎂礦

## 圖庫

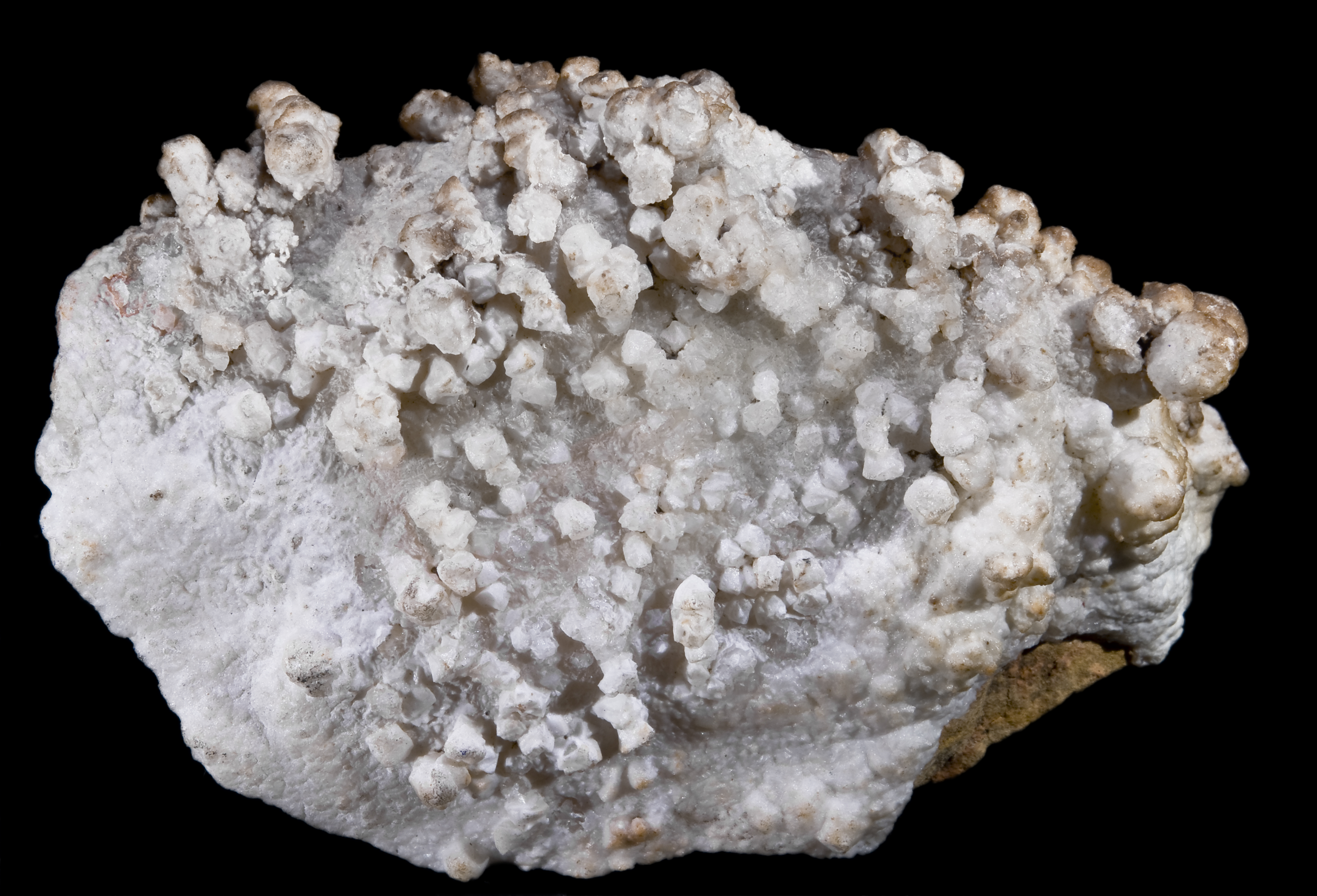
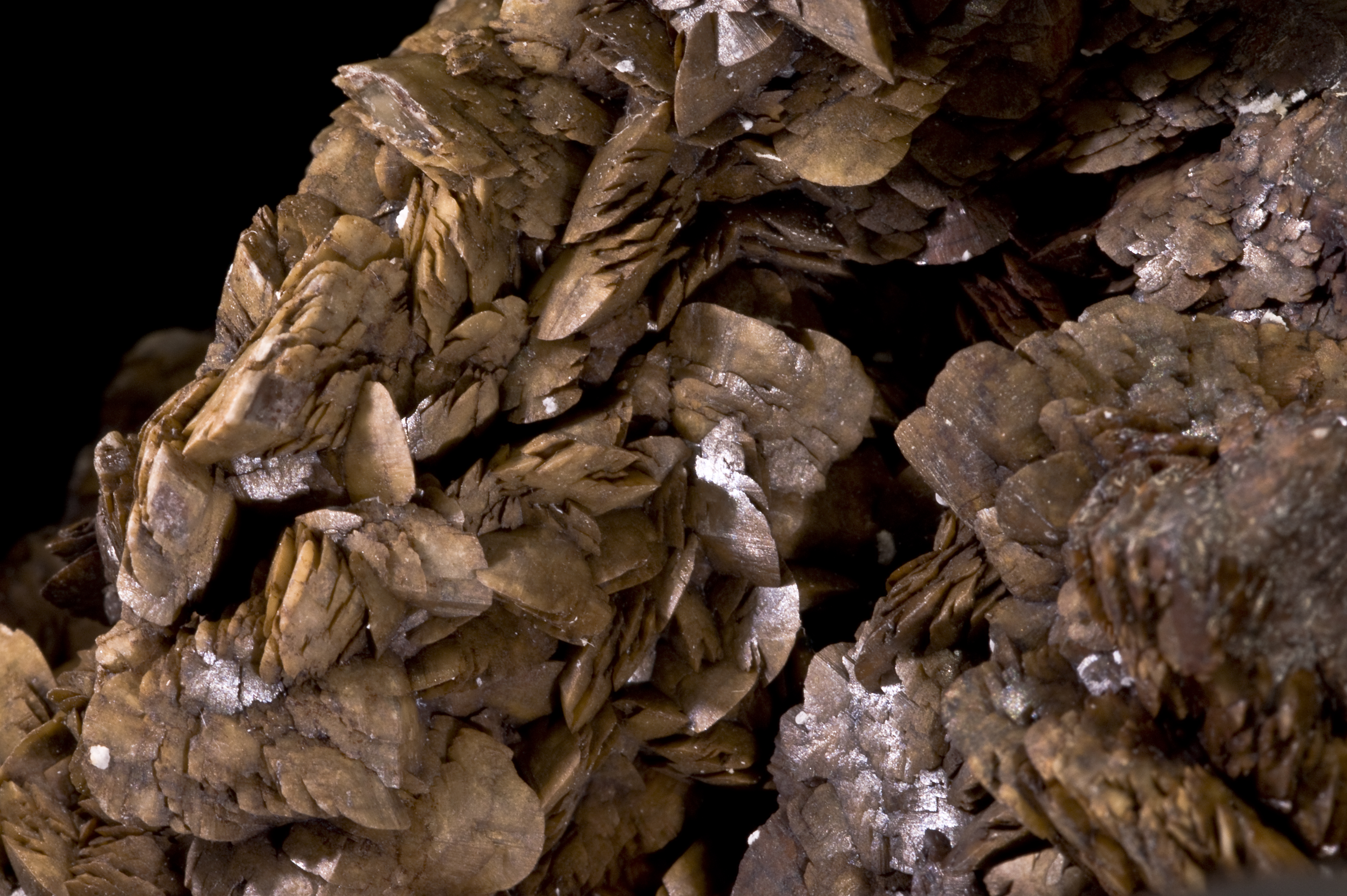
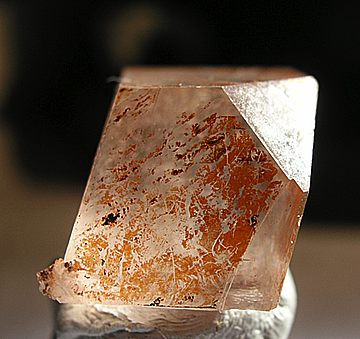

## 延伸閱讀
- . ISBN 0-7566-0962-3 （英语）.

## 外部連結
- 菱鎂礦 - Webmineral.com （页面存档备份，存于）
- 菱鎂礦 - Mindat.org （页面存档备份，存于）